# Иоанн I (король Франции)
Иоанн I Посмертный (Постум, фр. Jean Ier le Posthume; 15 ноября 1316, Париж — 20 ноября 1316, Париж) — король Франции, сын Людовика X Сварливого от его второго брака с Клеменцией Венгерской.

## Биография

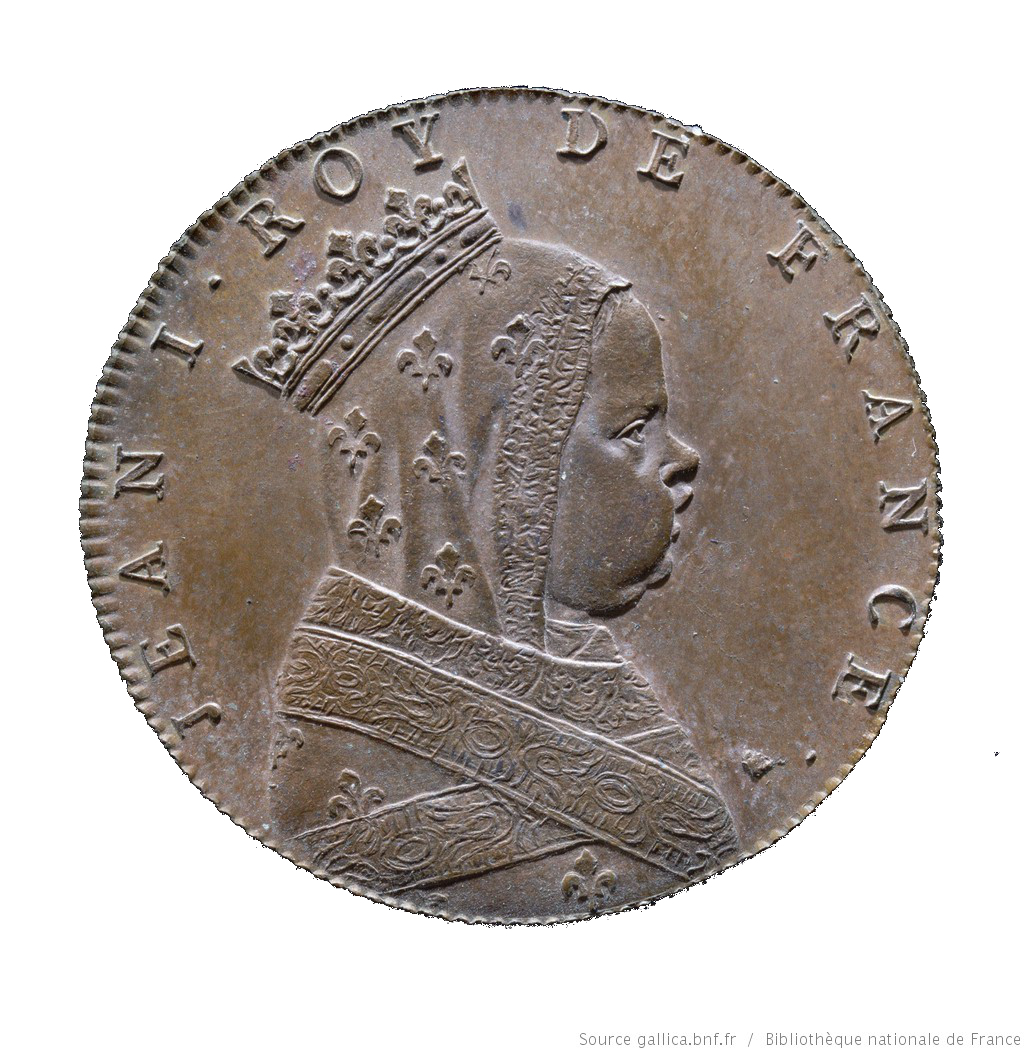
Монета XVIII века с изображением короля Иоанна I Посмертного

Родился через несколько месяцев после смерти отца, 15 ноября 1316 года, и сразу был провозглашён королём, однако король-младенец умер уже через пять дней сразу после крещения.
В силу салического закона престол не было позволено унаследовать сестре Иоанне (Жанне) Наваррской, дочери Людовика X от первого брака с Маргаритой Бургундской, и преемником младенца стал регент королевства, младший брат Людовика — граф Пуатье Филипп. Наследование трона вызвало династический кризис, поскольку на протяжении трёх с лишним столетий подобных сложностей с престолонаследием не возникало — со времён Гуго Капета среди Капетингов власть всегда без затруднений переходила от отца к старшему сыну.
Ходили слухи, что к смерти новорождённого племянника был причастен Филипп V; другие утверждали, что Филипп похитил Иоанна и подменил его на мёртвого ребёнка. Впоследствии являлись самозванцы, выдававшие себя за Иоанна Посмертного; один из них, по имени Джаннино ди Гуччо Бальони, действовал в 1350-е годы в Провансе и был заточён там в тюрьму, где и умер.
Слухи гласили, что короля Иоанна I отравила тёща Филиппа, графиня Матильда д’Артуа (Маго д’Артуа) — эта амбициозная дама будто бы мечтала, чтобы её зять и дочь Жанна стали королём и королевой Франции.
Существует подлинный кодекс Кола ди Риенцо, где описана вся история с отравлением Маго сына, но не королевы, а кормилицы (подменённый же король, согласно кодексу, воспитывался во Франции, затем в Италии под именем Бальони).
Король-младенец был похоронен в базилике аббатства Сен-Дени. Во времена Великой французской революции его могила была осквернена, останки выброшены, надгробие разбито. Нынешнее надгробие является новоделом.